# Eficiencia del riego
La eficiencia del riego es la relación o porcentaje entre el volumen de agua efectivamente utilizado por las plantas y el volumen de agua retirado en la bocatoma.
Del volumen de agua retirado en la bocatoma de un sistema de riego, una parte importante no es utilizada por las plantas. Las "perdidas" pueden ser:
- Pérdidas en los canales y tuberías del sistema de distribución, antes de llegar propiamente a la parcela donde están los cultivos a ser regados. Este primer tipo de perdidas puede ser denominado de pérdidas en la distribución del agua, y se pueden deber a pérdidas por:
  - Infiltración profunda en los canales no revestidos;
  - Evapotranspiración de la maleza en los bordes del canal;
  - Fugas en los canales revestidos o en las tuberías;
  - Evaporación desde los canales;
  - Operación errada de las compuertas que ocasiona que una parte del agua fluya directamente a los drenes.

- Pérdidas de agua en el interior de la parcela. Estas pérdidas son inherentes a las técnicas de riego utilizadas, y, en segundo lugar dependen de:
  - Las características del suelo;
  - La dimensión de la parcela;
  - La declividad longitudinal de la parcela;
  - Lámina de agua suministrada en cada riego.

El volumen teórico de agua a ser suministrada al terreno es el necesario para mojar una capa uniforme del terreno, de un espesor equivalente a la profundidad media de las raíces, en esa fase del crecimiento de las plantas.